# HD 40200
HD 40200，又名CD-49 1945，SAO 217612、HR 2089，是一颗恒星，视星等为6.1，位于銀經256.89，銀緯-29.25，其B1900.0坐标为赤經5h 52m 11s，赤緯-49° -29.25′ 36″。